# Jeanne Moreau
Jeanne Moreau (Parigi, 23 gennaio 1928 – Parigi, 31 luglio 2017) è stata un'attrice, cantante e regista francese.
Interprete tanto incisiva quanto versatile di più di centotrenta film, lavorò con alcuni tra i maggiori registi del XX secolo, come Luis Buñuel, Orson Welles, Michelangelo Antonioni, François Truffaut, Louis Malle, Wim Wenders, Elia Kazan, diventando fin dagli esordi una delle più celebri attrici francesi.
(François Truffaut)

## Biografia
Jeanne Moreau nacque a Parigi il 23 gennaio del 1928, figlia di Anatole-Désiré Moreau, un ristoratore francese, gestore di una brasserie, e di Katherine Buckley, una ballerina inglese, nativa del Lancashire e di origini in parte irlandesi. Dopo l'infanzia trascorsa a Vichy, tornò nella capitale dove, all'insaputa dei genitori (che si sono poi separati nel 1948), iniziò a frequentare corsi di teatro per poi entrare al Conservatorio di Parigi. Le piccole parti iniziali si trasformarono presto in ruoli più significativi.
Nel 1950 fece il vero esordio alla Comédie-Française con lo spettacolo les Caves du Vatican, scritto da André Gide e, grazie al personaggio della prostituta da lei interpretato, ottenne la copertina di Paris Match. Seguirono altri ruoli e il ritorno ogni anno al celebre Festival d'Avignone. Incominciò in questo periodo una lunghissima e proficua amicizia con Orson Welles, con il quale dividerà il set in seguito.
Contemporaneamente al successo teatrale, giunsero per Moreau anche i primi ruoli cinematografici, dove spiccò come protagonista del film La regina Margot (1954) diretto da Jean Dréville. Nel 1956, durante la stagione in cui interpretò sul palcoscenico La gatta sul tetto che scotta, venne notata dal regista Louis Malle che le propose il ruolo da protagonista in Ascensore per il patibolo (1958) e in Gli amanti (1958), due film nei quali l'attrice diede vita a un'eroina moderna e fuori dagli schemi. Nello stesso anno, durante il festival di Cannes, incontrò un altro regista fondamentale per la sua carriera, François Truffaut. Tra i due nacque una forte amicizia che porterà a diverse collaborazioni fortunate in futuro.
In questo stesso periodo l'attrice attraversò l'Atlantico per partecipare ad alcuni film di produzione hollywoodiana. Di questo periodo americano ricordò con piacere la frequentazione di diversi scrittori come Henry Miller e Tennessee Williams. Un primo riconoscimento ufficiale arrivò dal Festival di Cannes che nel 1960 la consacrò migliore attrice per il film Moderato cantabile di Peter Brook. Altri titoli internazionali come La notte (1961) di Michelangelo Antonioni o Eva (1962) di Joseph Losey confermarono le sue qualità di attrice rigorosa ed esigente, ma anche disponibile a mettersi nelle mani del regista.
Nel 1962 arrivò il film forse fondamentale per la sua carriera, Jules e Jim di François Truffaut. Il produttore fece uscire la canzone Le Tourbillon come singolo e il successo fu immediato, tanto che l'attrice, in pochi anni, incise ben due album. I più grandi registi, fra i quali Orson Welles e Luis Buñuel, Rainer Werner Fassbinder e Wim Wenders, la chiamarono per offrirle ruoli fatti apposta per lei. Riuscì anche a realizzare un paio di film come regista: Lumière e L'adolescente (1979).
Anche se con minore frequenza, continuò la carriera teatrale, dove ottenne sempre buoni successi e, negli anni ottanta, iniziò anche a girare per la televisione, in particolare in numerosi lavori diretti dalla sua amica Josée Dayan. Grazie a lei ebbe modo di tornare al cinema per interpretare un'altra sua grande amica, la scrittrice Marguerite Duras. Nel 1992 ricevette il Leone d'Oro alla carriera dalla Mostra Internazionale d'Arte Cinematografica di Venezia, mentre nel 1995 le venne attribuito il Premio César onorario.
Nel 1998 l'Academy statunitense organizzò per lei un omaggio, presentato da Sharon Stone. In patria è l'unica attrice ad aver presieduto per ben due volte la giuria del Festival di Cannes, nel 1975 e nel 1995. Dal 1986 al 1988 fu presidente dell'Académie des Césars, mentre dal 2003 è stata presidente di giuria del festival Premiers Plans dedicato ai giovani registi. Nel 2005 creò inoltre la scuola di cinema "Les Ateliers d'Angers".
Morì il 31 luglio 2017 nella sua casa parigina di rue du Faubourg-Saint-Honoré.

## Vita privata
Il primo matrimonio con il regista Jean-Louis Richard si celebrò nel 1949. Si trattò di un'unione riparatrice, dato che il figlio Jérôme Duvon nacque subito dopo, ma nel 1951 la coppia divorziò.
Nella seconda metà degli anni sessanta ebbe una lunga relazione con il regista britannico Tony Richardson che fu la causa del divorzio da Vanessa Redgrave.
Fu sposata dal 1977 al 1979 con il regista statunitense William Friedkin.

## Filmografia

Marcello Mastroianni e Jeanne Moreau in La notte (1961)

### Cinema
- Dernier amour, regia di Jean Stelli (1949)
- Solo Dio può giudicare (Meurtres), regia di Richard Pottier (1950)
- Pigalle-Saint-Germain-des-Prés, regia di André Berthomieu (1950)
- L'uomo della mia vita, (L'Homme de ma vie), regia di Guy Lefranc (1952)
- È mezzanotte, dottor Schweitzer, (Il est minuit, docteur Schweitzer), regia di André Haguet (1952)
- Il dormitorio delle adolescenti (Dortoir des grandes), regia di Henri Decoin (1953)
- Il peccato di Giulietta (Julietta), regia di Marc Allégret (1953)
- Grisbì (Touchez pas au grisbi), regia di Jacques Becker (1954)
- Les Intrigantes, regia di Henri Decoin (1954)
- Il letto (Secrets d'alcove), episodio Le billet de logement, regia di Henri Decoin (1954)
- La regina Margot (La Reine Margot), regia di Jean Dréville (1954)
- Uomini in bianco (Les Hommes en blanc), regia di Ralph Habib (1955)
- M'sieur la Caille, regia di André Pergament (1955)
- I giganti (Gas-Oil), regia di Gilles Grangier (1955)
- Le Salaire du péché, regia di Denys de La Patellière (1956)
- Fino all'ultimo (Jusqu'au dernier), regia di Pierre Billon (1957)
- I demoniaci (Les louves), regia di Luis Saslavsky (1957)
- I truffatori (L'étrange Monsieur Steve), regia di Raymond Bailly (1957)
- Partita a tre (Trois jours à vivre), regia di Gilles Grangier (1957)
- Scacco alla morte (Échec au porteur), regia di Gilles Grangier (1958)
- Ascensore per il patibolo (Ascenseur pour l'échafaud), regia di Louis Malle (1958)
- Spalle al muro (Le Dos au mur), regia di Édouard Molinaro (1958)
- Gli amanti (Les amants), regia di Louis Malle (1958)
- I 400 colpi (Les Quatre-cents coups), regia di François Truffaut (1959)
- Le relazioni pericolose (Les Liaisons dangereuses), regia di Roger Vadim (1959)
- Jovanka e le altre (5 Branded Women), regia di Martin Ritt (1960)
- Moderato cantabile, regia di Peter Brook (1960)
- I dialoghi delle Carmelitane (Dialogue des Carmélites), regia di Philippe Agostini e Raymond Leopold Bruckberger (1960)
- La notte, regia di Michelangelo Antonioni (1961)
- La donna è donna (Une femme est une femme), non accreditata, regia di Jean-Luc Godard (1961)
- Jules e Jim (Jules et Jim), regia di François Truffaut (1962)
- Il processo (Le Procès), regia di Orson Welles (1962)
- Eva, regia di Joseph Losey (1962)
- La grande peccatrice (La Baie des anges), regia di Jacques Demy (1963)
- Fuoco fatuo (Le Feu follet), regia di Louis Malle (1963)
- Buccia di banana (Peau de banane), regia di Marcel Ophüls (1963)
- I vincitori (The Victors), regia di Carl Foreman (1963)
- Il diario di una cameriera (Le journal d'une femme de chambre), regia di Luis Buñuel (1964)
- Il treno (The Train), regia di John Frankenheimer (1964)
- Una Rolls-Royce gialla (The Yellow Rolls-Royce), regia di Anthony Asquith (1964)
- Mata-Hari, agente segreto H21 (Mata-Hari, agent H-21), regia di Jean-Louis Richard (1964)
- Viva Maria!, regia di Louis Malle (1965)
- Falstaff (Chimes at Midnight), regia di Orson Welles (1965)
- ...e il diavolo ha riso (Mademoiselle), regia di Tony Richardson (1966)
- L'amore attraverso i secoli (Le plus vieux métier du monde), episodio Mademoiselle Mimi, regia di Philippe de Broca (1967)
- Il marinaio del Gibilterra (The Sailor from Gibraltar), regia di Tony Richardson (1967)
- La sposa in nero (La Mariée était en noir), regia di François Truffaut (1968)
- Caterina sei grande (Great Catherine), regia di Gordon Flemyng (1968)
- Il corpo di Diana (Le Corps de Diane), regia di Jean-Louis Richard (1969)
- Monty Walsh, un uomo duro a morire (Monte Walsh), regia di William Fraker (1970)
- The Deep, regia di Orson Welles (1970)
- Conto alla rovescia (Comptes à rebours), regia di Roger Pigaut (1971)
- L'humeur vagabonde, regia di Édouard Luntz (1971)
- La lunga notte di Louise (Chère Louise), regia di Philippe de Broca (1972)
- Nathalie Granger, regia di Marguerite Duras (1972)
- Joanna la francese (Joanna Francesa), regia di Carlos Diegues (1973)
- Je t'aime, regia di Pierre Duceppe (1974)
- I santissimi (Les Valseuses), regia di Bertrand Blier (1974)
- L'arrivista (La Race des "seigneurs"), regia di Pierre Granier-Deferre (1974)
- Le jardin qui bascule, regia di Guy Gilles (1975)
- Souvenirs d'en France, regia di André Téchiné (1975)
- Hu-Man, regia di Jérôme Laperrousaz (1975)
- Scene di un'amicizia tra donne (Lumière), regia di Jeanne Moreau (1976)
- Mr. Klein (Monsieur Klein), regia di Joseph Losey (1976)
- Gli ultimi fuochi (The Last Tycoon), regia di Elia Kazan (1976)
- Plein sud, regia di Luc Béraud (1981)
- Ricordati Venezia (Your Ticket Is No Longer Valid), regia di George Kaczender (1981)
- Mille miliardi di dollari (Mille milliards de dollars), regia di Henri Verneuil (1982)
- Querelle de Brest (Querelle), regia di Rainer Werner Fassbinder (1982)
- La Truite, regia di Joseph Losey (1982)
- Le Paltoquet, regia di Michel Deville (1986)
- Sauve-toi, Lola, regia di Michel Drach (1986)
- Il miracolo (Le Miraculé), regia di Jean-Pierre Mocky (1987)
- Jour après jour , regia di Alain Attal (1989)
- Nikita, regia di Luc Besson (1990)
- In viaggio con Alberto  (Alberto Express), regia di Arthur Joffé (1990)
- La femme fardée, regia di José Pinheiro (1990)
- Anna Karamazoff, regia di Rustam Chamdamov (1991)
- Il passo sospeso della cicogna (To meteoro vima tou pelargou), regia di Theo Angelopoulos (1991)
- La vieille qui marchait dans la mer, regia di Laurent Heynemann (1991)
- Fino alla fine del mondo (Until the end of the world), regia di Wim Wenders (1991)
- Avik e Albertine (Map of the Human Heart), regia di Vincent Ward (1992)
- La nuit de l'océan, regia di Antoine Perset (1992)
- L'absence, regia di Peter Handke (1992)
- À demain, regia di Didier Martiny (1992)
- Je m'appelle Victor, regia di Guy Jacques (1993)
- Cento e una notte (Les cent et une nuits de Simon Cinéma), regia di Agnès Varda (1995)
- Al di là delle nuvole, regia di Michelangelo Antonioni e Wim Wenders (1995)
- I Love You, I Love You Not, regia di Billy Hopkins (1996)
- Ritratto nella memoria (The Proprietor), regia di Ismail Merchant (1996)
- Amour & confusions, regia di Patrick Braoudé (1997)
- Un amore di strega (Un amour de sorcière), regia di René Manzor (1997)
- La leggenda di un amore - Cinderella (Ever After), regia di Andy Tennant (1998)
- Il manoscritto del Principe, regia di Roberto Andò (2000)
- Lisa, regia di Pierre Grimblat (2001)
- Cet amour-là, regia di Josée Dayan (2001)
- Akoibon, regia di Édouard Baer (2005)
- Il tempo che resta (Le Temps qui reste), regia di François Ozon (2005)
- Go West, regia di Ahmed Imamovic (2005)
- Roméo et Juliette, regia di Yves Desgagnés (2006)
- Chacun son cinéma - A ciascuno il suo cinema (Chacun son cinéma ou Ce petit coup au coeur quand la lumière s'éteint et que le film commence), episodio Trois Minutes, regia di Theo Angelopoulos (2007)
- Disimpegno (Disengagement), regia di Amos Gitai (2007)
- Plus tard, regia di Amos Gitai (2008)
- Visage, regia di Tsai Ming-liang (2009)
- La guerre des fils de la lumière contre les fils des ténèbres, regia di Amos Gitai (2009)
- A Lady in Paris, regia di Ilmar Raag (2012)
- Gebo e l'ombra (Gebo et l'ombre), regia di Manoel de Oliveira (2012)

### Televisione
- Storia immortale (Une historie immortelle), regia di Orson Welles – film TV (1968)
- Il teatrino di Jean Renoir (Le petit théâtre de Jean Renoir) – film TV, episodio Quand l'amour meurt, regia di Jean Renoir (1970)
- La chevauchée sur le lac de Constance, regia di Claude Régy – film TV (1974)
- Saint, martyr et poète, regia di Guy Gilles – film TV (1975)
- Arena – serie TV documentaristica, episodio Theatre (1976)
- L'Arbre, regia di Jacques Doillon – film TV (1982)
- L'Intoxe, regia di Guy Séligmann – film TV (1983)
- Parade of Stars, regia di Clark Jones – film TV (1983)
- Vicious Circle, regia di Kenneth Ives – film TV (1985)
- Shades of Darkness – serie TV, episodio Agatha Christie's The Last Seance (1986)
- Le tiroir secret – serie TV, episodi Le mise au pont e La sasie (1986-1987)
- L'ami Giono: Ennemonde, regia di Claude Santelli – film TV (1990)
- Screen One – serie TV, episodio A Foreign Field (1993)
- Caterina di Russia (Catherine the Great), regia di Marvin J. Chomsky e John Goldsmith – film TV (1996)
- Balzac - Una vita di passioni, regia di Josée Dayan – film TV (1999)
- I miserabili (Les misérables), regia di Josée Dayan – miniserie TV (2000)
- Zaïde, un petit air de vengeance, regia di Josée Dayan – film TV (2001)
- Les parents terribles, regia di Josée Dayan – film TV (2003)
- La maledizione dei templari (Les rois maudits), regia di Josée Dayan – miniserie TV (2005)
- La contessa di Castiglione, regia di Josée Dayan – miniserie TV (2006)
- Fred Vargas: Crime Collection (Collection Fred Vargas) – serie TV, episodio Sous les vents de Neptune (2008)
- Everywhere at Once, regia di Holly Fisher e Peter Lindbergh (2008)
- Château en Suède, regia di Josée Dayan – film TV (2008)
- Bouquet final, regia di Josée Dayan – film TV (2011)
- La mauvaise rencontre, regia di Josée Dayan – film TV (2011)

### Cortometraggi
- Côté cour, côté champs, non accreditata, regia di Guy Gilles (1971)
- Chansons souvenirs, regia di Robert Salis (1980)
- Otograph, regia di Barnabás Tóth (2005)
- Sortie de clown, regia di Nabil Ben Yadir (2006)

## Riconoscimenti
- Festival di Cannes
  - 1960 – Prix d'interprétation féminine per Moderato cantabile (ex aequo con Melina Merkouri per Mai di domenica)
  - 2003 – Palma d'oro onoraria
- Mostra internazionale d'arte cinematografica di Venezia
  - 1958 – Premio Nuovo Cinema per la miglior attrice per Gli amanti
  - 1992 – Leone d'oro alla carriera
- Festival internazionale del cinema di Berlino
  - 1979 – Candidatura all'Orso d'oro per L'adolescente
  - 2000 – Orso d'oro alla carriera
- BAFTA Awards
  - 1963 – Candidatura per la migliore attrice straniera per Jules e Jim
  - 1967 – Migliore attrice straniera per Viva Maria!
  - 1996 – Academy Fellowship
- Premio César
  - 1987 – Candidatura per la migliore attrice non protagonista per Le Paltoquet
  - 1988 – Candidatura per la migliore attrice per Il miracolo
  - 1992 – Migliore attrice per La vieille qui marchait dans la mer
  - 1995 – Premio César onorario
  - 2008 – Premio César onorario
- European Film Awards
  - 1997 – Premio alla carriera
- Festival internazionale del cinema di Karlovy Vary
  - 1964 – Miglior attrice per Il diario di una cameriera

- Festival cinematografico internazionale di Mosca
  - 2005 – Premio Stanislavskij
- Festival internazionale del cinema di San Sebastián
  - 1997 – Premio Donostia alla carriera
- Chicago International Film Festival
  - 1976 – Candidatura al Gold Hugo per Scene di un'amicizia tra donne
  - 1979 – Candidatura al Gold Hugo per L'adolescente
- Fotogrammi d'argento
  - 1961 – Miglior attrice straniera per I dialoghi delle Carmelitane
- Hamptons International Film Festival
  - 1999 – Distinguished Achievement Award
- Premio Jussi
  - 1962 – Diploma di Merito per la miglior attrice straniera per La notte
- Seattle International Film Festival
  - 2013 – Candidatura al Golden Space Needle Award per la migliore attrice per A Lady in Paris
- Taormina Film Fest
  - 1976 – Candidatura al Cariddi d'oro al miglior film per Scene di un'amicizia tra donne
  - 2003 – Taormina Arte Award
- Women in Film Crystal + Lucy Awards
  - 1994 – Premio internazionale

## Doppiatrici italiane

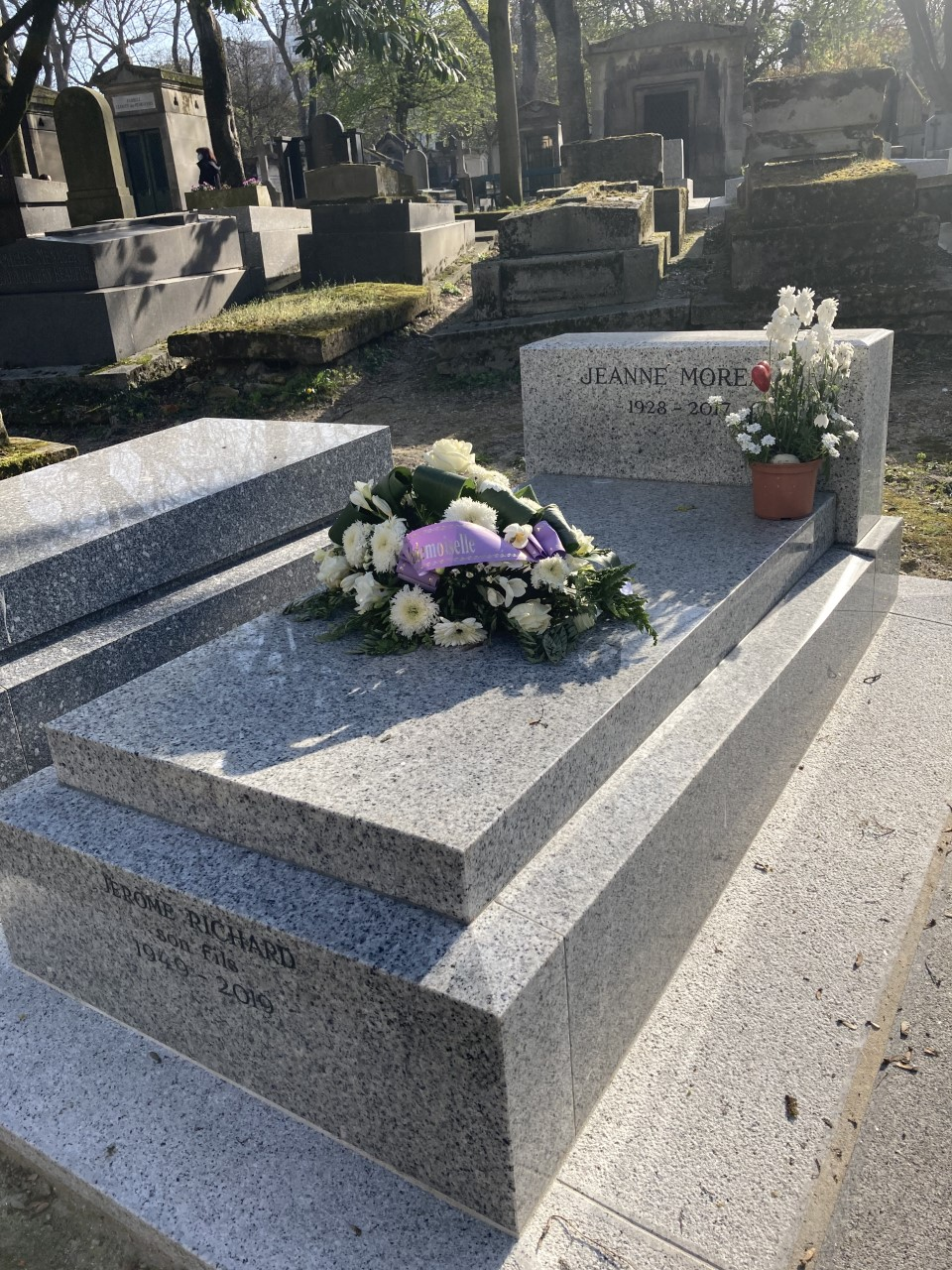
Tomba di Jeanne Moreau.

Nelle versioni in italiano delle opere in cui ha recitato, Jeanne Moreau è stata doppiata da:
- Rosetta Calavetta in Grisbì, Ascensore per il patibolo, Gli amanti, Le relazioni pericolose, Jovanka e le altre, Il processo, Il diario di una cameriera, Il treno
- Rita Savagnone in Jules e Jim, Viva Maria!, La sposa in nero, L'arrivista, A Lady in Paris
- Andreina Pagnani in Eva, La notte
- Sonia Scotti in Nat e il segreto di Eleonora, La leggenda di un amore (Cinderella)
- Germana Dominici in Balzac, I miserabili
- Graziella Polesinanti in Ritratto nella memoria, Gebo e l'ombra
- Flaminia Jandolo in I 400 colpi
- Fiorella Betti in Moderato cantabile
- Elena Zareschi in I dialoghi delle Carmelitane
- Rina Morelli in Buccia di banana
- Valeria Valeri in Fuoco fatuo
- Benita Martini in Falstaff
- Laura Rizzoli in Gli ultimi fuochi
- Anna Miserocchi in Mr. Klein
- Paola Mannoni in Querelle
- Marzia Ubaldi in Nikita
- Deddi Savagnone in L'amante
- Ludovica Modugno in Al di là delle nuvole
- Gabriella Genta in Caterina di Russia
- Noemi Gifuni in I love you I love you not
- Paila Pavese in Un amore di strega
- Ilaria Occhini in La maledizione dei Templari